# Starchand
Starchand (overleden: 11 februari 966; waarschijnlijk te Eichstätt) was van 933 tot 966 prins-bisschop van het bisdom Eichstätt.
Over Starchands afkomst en zijn leven voordat hij bisschop werd is niets bekend. Hij stamde waarschijnlijk uit een Beierse adellijk geslacht. Hertog Arnulf van Beieren benoemde Starchand als bisschop van Eichstätt met volmacht van koning Hendrik de Vogelaar. Toch heeft Starchand tijdens zijn regeringstijd zich los weten te maken uit de afhankelijkheid van Beieren. Hij nam in het gevolg van Otto I de Grote deel aan verschillende synodes, waaronder de Universele Synode van Ingelheim. Een 11e-eeuwse biografie van de hand van de Anoniem van Herrieden vermeldt Starchands verdiensten voor de bibliotheek van het bisdom. Tevens wordt vermeld dat hij zelf zijn grafschrift heeft geschreven en dat hij door zijn vriend bisschop Ulrich van Augsburg is begraven. Gezien het feit dat noch de bibliotheek noch de grafsteen meer bestaan kunnen deze verklaringen niet meer worden gecontroleerd.